# Turmhügel Mundlfing
Der Turmhügel Mundlfing ist eine abgegangene mittelalterliche Turmhügelburg (Motte) auf dem Dickerlsberg, etwa 570 m südöstlich der Ortskirche von Mundlfing, einem Gemeindeteil der niederbayerischen Gemeinde Leiblfing im Landkreis Straubing-Bogen. Die Anlage wird als Bodendenkmal unter der Aktennummer D-2-7241-0119 als „Turmhügel des Mittelalters“ geführt. 

## Beschreibung
Der Turmhügel Mundlfing liegt in einem Waldgebiet, 30 m höher als der 150 m östlich vorbeifließende Reißinger Bach, ein linker Zufluss zur Isar. Dort liegt ein steilgeböschter Turmhügel mit einem ovalen Plateau von 15 m Länge. Vom rückwärtigen Gelände ist er durch einen breiten, tief geschwungenen Graben abgetrennt. Der Abfall des Kegels weist im Nordnordwesten auf halber Höhe, ca. 11 m unterhalb des Plateaus, eine dreieckige Terrasse auf. Nach Südosten liegt ein Wallriegel mit einem kurzen Halsgraben. An der Nordspitze befindet sich eine Eingrabung. 